# Кхун Бором
Кхун Бором Рачатират, Кхун Булом (лаос. ຂຸນບູຣົມ (тхам лао) или лаос. ຂຸນບູລົມ (лао бухан); тайск. ขุนบรมราชาธิราช или тайск. ขุนบรม) — в мифологии, эпосе и традиционной историографии тай-кадайских народов (лао и бирманские шаны) первый правитель, культурный герой, прародитель царских династий лаосцев и других народов.
Иногда Кхун Бором идентифицируется как Пилогэ (кит. трад. 皮羅閣, упр. 皮罗阁, пиньинь Piluoge, также устоялось написание Piloko; ум. 748) китайской историографии, хотя такая интерпретация остается спорной. Пилогэ — объединитель Наньчжао и его король в 728—748 годах, упоминаемый в связи с правлением танского императора Сюань-цзуна. В 738—739 годах он получил от Сюаньцзуна титул Ван Юньнани, Восстановитель наследия предков в качестве признания его заслуг в объединении страны. В 740 он провозглашает своей столицей Дайхо в окрестностях города Дали.

## Лаосский миф
Бытующий среди лао миф рассказывает о том, что в древности люди были злыми и грубыми. За это бог уничтожил их с помощью потопа. Бог поднял на небо на время потопа трёх достойных вождей, чтобы сохранить их жизнь и возобновить жизнь на земле. Бог даровал им буйвола, чтобы они могли пахать на нём землю. После потопа три вождя были спущены на землю в Мыанг Тэнг, месте, которое ассоциируется с городом Дьенбьенфу во Вьетнаме.
Когда земля была готова для посадки риса, буйвол умер, и из его ноздри выросла лоза тыквы-горлянки, закрывшая собой всё небо. Поскольку тому, кто срубит её, была суждена смерть, на клич вождей, ищущих, кто мог бы её срубить, откликнулись только два человека, которые в мифе именуются Прадедом и Прабабкой. Тыква рухнула вместе с плодами. Из плодов тыквы появились новые люди — из тех, которые вскрывали раскалённой кочергой, появились люди темнокожие, а из тех, которые вскрывали резцом — светлокожие лао.

Боги учили людей строить дома и выращивать рис, проводить ритуалы и правильно вести себя. Так люди достигли процветания, однако их послушание богам и выполнение обрядов выполнялись плохо. С ростом населения им понадобился кто-то, кто мог бы управлять их отношениями и разрешать споры. Поэтому царь богов (называемый в источниках Индрой) ниспослал своего сына Кхун Борома. 
Лаосцы считают, что их народ произошел от короля Кхун Борома, который спустился с китайских небес, тщательно оснащенный регалиями для своей коронации, крепко сидевший на белом слоне с красиво разрисованными в черный цвет губами и бровями и причудливо переплетенными бивнями; впереди шествовали две женщины, позади — длинный кортеж из лошадей, слонов, быков, буйволов, мандаринов, солдат, музыкантов, учеников и пажей и шестисот статских дам и девственниц в колонне по двое. 
Правление Кхун Борома длилось 25 лет, и он учил людей использованию новых инструментов и другим навыкам. В конце своего правления он разделил тайские народы на землях Лэмтхонга (Золотого полуострова) между своими семью сыновьями (всего у него было девять сыновей): 
Старший сын Кхун Ло (Кхун Лор) получил в управление Мыанг Суа (Сава), с центром в современном Луангпхабанге;
Кхун Палан — Сипсонгпанна (ныне Сишуаньбаньна, юг Китая);
Кхун Чусонг — Тунгкэо, Нгеан (на территории от нынешней лаосской провинции Хуапхан до Тонкина во Вьетнаме);
Кхун Сайфонг — Ланна (ныне Чиенгмай, Таиланд);
Кхун Нгуаин — Аютия (Таиланд);
Кхун Локкхом — Мыанг Хонгса (Хамсавати, Шанское государство, Бирма);
Кхун Четчыанг — Мыанг Пхуан (провинция Сиенгкхуанг, Лаос). 

После Кхун Ло в Мыанг Суа последовательно правили 19 князей, и девятнадцатым был Кхун Ванг. Ему наследовали сын Суванна Кхампонг и внук Пипа (Кхамхиао), среди шести сыновей которого был Фа Нгум, основатель государства Лансанг. Династия королей Лаоса, находившаяся у власти до революции 1975 года и провозглашения Лаосской Народно-Демократической Республики вела свое происхождение от Кхун Борома и его сына Кхун Ло (династия Кхун Ло). 

## Источник
Одна из наиболее ранних сохранившихся лаосских хроник под названием «Нитхан Кхун Буром» (или Нидан Кхун Булом, «Сказание о Кхун Буроме»), посвящённая в основном королевству Лансанг и являющаяся одним из важнейших источников по истории Лаоса этого периода, начинается с легенды о Кхун Буроме, и заканчивается описанием событий XVI в. Миф о Кхун Бороме передают и другие хроники Лаоса.

## Изучение
Данный миф может отражать расселение тайских народов по прибытии из Китая. Система распределения земель между потомками может быть сопоставлена с практикой разделения деревенских земель древними тайцами, т. н. мыанг. Дэвид Уайетт полагал, что данный миф отражает раннюю историю тайских народов, определяя районы раннего заселения Индокитая и объясняя их расселение изолированными группами на значительной территории. Согласно Уайетту, разделение на языковые группы (откуда сформировались современные тайский и лаосский языки) произошло между VII и XI веками н. э. и было связано с географией, оговоренной в легенде о Кхун Бороме, из центра на севере современного Вьетнама.

### Общая
- Гринцер П. А. Лаосская литература \\ История всемирной литературы: В 8 томах / АН СССР; Ин-т мировой лит. им. А. М. Горького. — М.: Наука, 1983—1994. Стр. 620.
- Wyatt, David K., Thailand: A Short History, New Haven (Yale University Press), 2003. ISBN 0-300-08475-7
- Jaruwan Thammawat, Lae lod phongsawadan Lao (Glimpses at the Lao Historical Chronicles), Mahasarakham: Mahasarakham University, nd. (Version 3)
- Charles Archaimbault. " La naissance du monde selon les traditions lao : le mythe de Khun Bulom ", dans La Naissance du monde, Paris, Seuil (Sources orientales),1959, 383—416.
- Charles Archaimbault. Structures religieuses Lao (rites et mythes), Vientiane, Vithagna, 1973.

### Издания мифа
- Phuen Khun Boromrajathirat sabab buhan tae (The Myth of Lord Boromrajathirat, the truly ancient version), Vientiane: The Literature Department, Ministry of Education, 1967. (Version 1)
- Maha Sila Viravongs, Phuen Khun Boromrajathirat sabab doem (The Myth of Lord Boromrajathirat, the old version), Vientiane: the Ministry of Education, 1967. (Version 2)
- Phothisane, Souneth. The Nidan Khun Bulom: Annotated Translation and Analysis, University of Queensland, Australia, OCLC 40872003, PH.D., 1996, 1999.